# Cornelius Gemma

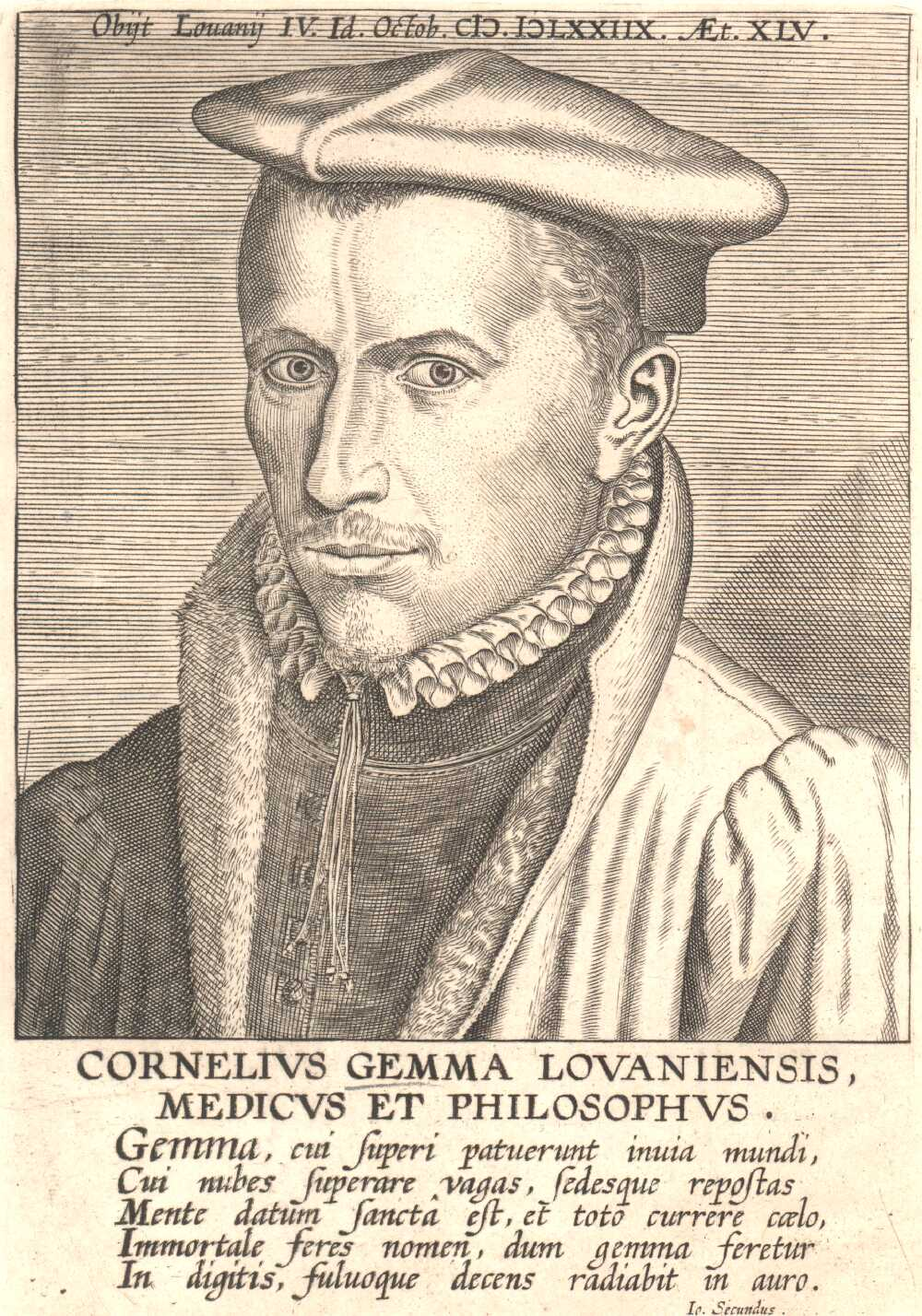
Cornelius Gemma van Leuven, medicus et philosophus (arts en filosoof)

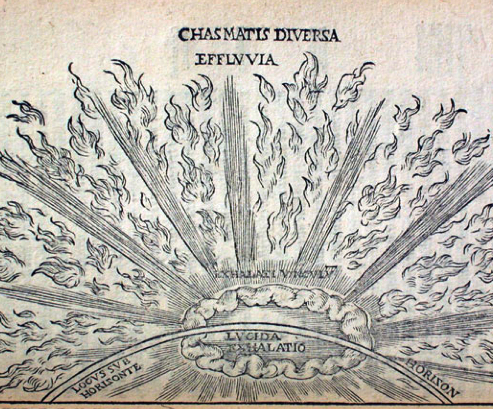
De oudst bekende wetenschappelijke illustratie tekening van het noorderlicht uit het boek van Cornelius Gemma uit 1575 over de supernova van 1572

Cornelius (of Cornelio) Gemma (Leuven, 28 februari 1535 - Leuven, 12 oktober 1578) was arts, astronoom en astroloog, en de oudste zoon van cartograaf en instrumentmaker Gemma Frisius. Hij was hoogleraar geneeskunde aan de Katholieke Universiteit Leuven, en streed met zijn vader om de oude astrologisch praktijk te herstellen van Ptolemaeus, op basis van de Tetrabiblos.
Als astronoom was Gemma belangrijk omdat hij de maansverduistering van 1569 beschreef. Ook zag hij op 9 november 1572 de supernova in het sterrenbeeld Cassiopeia, die hij een "Nieuwe Venus" noemde. Hij zag het verschijnsel daarmee twee dagen voor Tycho Brahe. Hij was met Brahe een van de weinige astronomen die zich realiseerde dat de Grote Komeet van 1577 een baan had die buiten de baan van de maan lag. Gemma publiceerde de eerste wetenschappelijke illustratie van het noorderlicht in zijn boek over de supernova uit 1575.
Een andere mijlpaal is de eerste afbeelding van een menselijke lintworm, die Gemma publiceerde in zijn medische geschriften in 1552.
De twee belangrijkste werken van Gemma zijn De Arte Cyclognomica (Antwerpen, 1569) en De Naturae Divinis Characterismis (Antwerpen, 1575), die wel geroemd worden als 'verborgen juweeltjes' uit de vroegmoderne intellectuele geschiedenis', en waarin hij onderwerpen samenbracht als geneeskunde, astronomie, astrologie, teratologie, wichelarij, eschatologie en encyclopedisme.
Gemma was ook "de eerste echte orchideeënliefhebber".

## Biografie
Cornelius Gemma werd geboren en stierf in Leuven, maar bezocht de Latijnse school in Mechelen. Hij begon kunsten te studeren aan de faculteit van Leuven op vijftienjarige leeftijd, en vervolgde op de medische faculteit. In 1569 volgde hij professor Nicolas Biesius op en promoveerde in 1570.
Gemma stierf rond 1578 aan de pest, waaraan een derde van de bevolking in Leuven is bezweken. Hij was bij z’n overlijden pas midden veertig, maar had toen al bewezen een productief schrijver te zijn. Zijn grafschrift bestaat uit twee coupletten in het Latijn volgens het Elegisch distichon, die woordspelingen bevat op lapis ("steen, edelsteen, grafsteen") en gemma ("edelsteen"). Hij werd overleefd door twee zonen. Raphael werd priester terwijl Philip de familietraditie voortzette als arts.

## Publicaties
Gemma bewerkte postuum zijn vaders werk De Astrolabo Catholica  (Antwerpen, 1556). In 1560 begon hij met de publicatie van zijn eigen werk in de jaarlijkse serie Ephemerides Meteorologicae, gedrukt door Joannes Withagen. De Ephemerides is het vroegst bekende astrologische werk uit de Nederlanden met een officiële goedkeuring van de rooms-katholieke kerk. Gemma maakte geen astrologische voorspellingen over politieke gebeurtenissen, en beperkte zich geleidelijk tot voorspellingen over astronomische verschijnselen en meteorologische astrologie. Zijn voorspellingen voor 1561 geven veel gedetailleerdere informatie over maanstanden, en de aspecten van de planeten en sterren ten opzichte van de zon dan die van zijn tijdgenoten. Hij bleef er echter wel van overtuigd dat astrologische en atmosferische omstandigheden, zoals conjuncties, tot ziektes konden leiden.
In de twee delen van De naturae Divinis characterismis (1575), over de sporen van god in de natuur, zijn tevens verhalen opgenomen over medische wonderen. Een voorbeeld is dat een 15-jarig meisje een levende paling zou hebben uitgescheiden en een stroom van haren, huid fragmenten, stenen en botten hebben uitgebraakt. Hoewel destijds zulke verschijnselen als duivels werden gezien, meende Gemma dat het een natuurlijke oorzaak zou hebben. Gemma beschrijft in het werk ook spontane geslachtsverandering bij de mens.
Gemma gezien de relatie van wonderkinderen en kosmologie in het licht van zijn medische praktijk; dat is, net als arts kan interpreteren een patiënt symptomen ziekte, een lezing van prodigies aard kan inzichtelijk goddelijke bedoeling het heelal voorspellen. Hij beschouwde dit ars cosmocritica als een nieuwe wetenschap. IS DIT EEN GOOGLE-VERTALING? [Een van Gemma's belangrijkste wetenschappelijke werken behandelt de Grote Komeet van 1577, die hij voor het eerst waarnam op 14 november van dat jaar. Gemma stelde vast dat de komeet een baan had die buiten de baan van de maan ligt, net als Helisaeus Roeslin, Willem IV van Hessen-Kassel, Michael Mästlin, en de befaamde Tycho Brahe. Hoewel Brahe de wiskundige tekortkomingen in het werk van Gemma bekritiseerde, prees hij het hoofdstuk over macrokosmische voortekenen en de beschrijving van de fysieke kenmerken van de komeet.

## Verder lezen
- Hiro Hirai (redacteur). Proceedings from an international conference on Cornelius Gemma held on 23 February 2007, Universiteit Gent.

- Bibliothèque nationale de France: cb123692227 (data)
- Biografisch Portaal: 40935281
- Digitale Bibliotheek voor de Nederlandse Letteren: gemm004
- Gemeinsame Normdatei: 100348181
- International Standard Name Identifier: 0000 0000 6631 6391
- Library of Congress Control Number: n92090756
- Nationale Bibliotheek van Israël: 987007273263705171
- Nederlandse Thesaurus van Auteursnamen: 298753391
- Istituto Centrale per il Catalogo Unico: BVEV022662
- LIBRIS: 317966
- Système universitaire de documentation: 03271565X
- Virtual International Authority File: 71470052
- WorldCat: E39PBJbxGPDrfpvQXPKxr3wHmd